# Campeonato Nacional de Béisbol Superior de Nicaragua 2015
El Campeonato Nacional de Béisbol Superior de Nicaragua 2015 se disputó a partir del 6 de febrero y culminó el 19 de junio del mismo año. Fue ganado por los Indígenas de Matagalpa al imponerse en la serie final a los Leones de León. El certamen consistió de una primera etapa en la que 18 equipos divididos en tres grupos jugaron con el sistema de todos contra todos. Tras esta fase clasificaron ocho equipos a la fase de cuartos de final, semifinales y final.
Fue la séptima edición de la etapa contemporánea del evento conocido también como Liga Germán Pomares Ordóñez y se desarrolló bajo la dirección de la Comisión Nicaragüense de Béisbol Superior (CNBS).

## Equipos
| Bóer                       | Managua       | Dennis Martínez                 |
| Brumas                     | Jinotega      | Moisés Palacios Escorcia        |
| Cafeteros                  | Carazo        | Pedro Selva                     |
| Cañoneros                  | Madriz        | Santiago                        |
| Costa Caribe               | RACCN         | Duncan Campbell                 |
| Dantos                     | Managua       | Dennis Martínez                 |
| Defensores                 | Río San Juan  | Gabriel Aguirre                 |
| Estelí                     | Estelí        | Rufo Marín                      |
| Fieras del San Fernando    | Masaya        | Roberto Clemente                |
| Frente Sur                 | Rivas         | Yamil Ríos Ugarte               |
| Gigantes de Zelaya Central | RACCS         | San Luis de El Rama             |
| Indígenas                  | Matagalpa     | Chale Solís                     |
| Leones                     | León          | Héroes y Mártires de Septiembre |
| Naranjeros                 | Chinandega    | Efraín Tijerino                 |
| Nueva Segovia              | Nueva Segovia | Glorias del Deporte             |
| Productores                | Boaco         | Ernesto Incer Álvarez           |
| Tiburones                  | Granada       | Roque Tadeo Zavala              |
| Toros                      | Chontales     | Carlos Guerra Colindres         |

## Sistema de competencia
- En la primera etapa de la competencia los 18 equipos se encontraban divididos en tres grupos de seis integrantes. Jugaron bajo el sistema de todos contra todos y cada uno completó 68 juegos.
- Al finalizar la primera etapa clasificaron a los cuartos de final los primeros lugares de cada grupo, más cinco equipos con el mejor promedio de ganados y perdidos de la primera etapa en una tabla que debía incluir a los ganadores de cada grupo para totalizar ocho.
- En los cuartos de final se enfrentaron 1.º contra 8.º, 2.º contra 7.º, 3.º contra 6.º y 4.º contra 5.º de dicha tabla. Cada emparejamiento se jugó al mejor de cinco juegos. Los ganadores pasaron a las semifinales, que se jugó también al mejor de cinco juegos y se enfrentaron de acuerdo a las posiciones de la tabla de la primera etapa (1.º contra 4.º y 2.º contra 3.º). Los triunfadores de esta fase pasaron a la final cuyo vencedor fue el mejor de la serie a siete juegos y por tanto el campeón del torneo.
- En la Liga Pomares rige la regla del bateador designado.

## Posiciones y resultados

### Primera etapa
| Leyenda                                                                                |
| -------------------------------------------------------------------------------------- |
| Avanza a la segunda etapa como primer lugar del grupo.                                 |
| Avanza a la segunda etapa como uno de los 8 equipos con mejor porcentaje de victorias. |

#### Grupo A
| Equipo      | JG | JP | PCT  | JV |
| ----------- | -- | -- | ---- | -- |
| Dantos      | 50 | 18 | ,735 | -  |
| Indígenas   | 46 | 22 | ,676 | 4  |
| Leones      | 40 | 28 | ,588 | 10 |
| Granada     | 40 | 28 | ,588 | 10 |
| Estelí      | 39 | 29 | ,574 | 11 |
| Productores | 19 | 47 | ,288 | 30 |

#### Grupo B
| Equipo        | JG | JP | PCT  | JV   |
| ------------- | -- | -- | ---- | ---- |
| Bóer          | 47 | 20 | ,701 | -    |
| Fieras        | 35 | 33 | ,515 | 12,5 |
| Brumas        | 32 | 36 | ,471 | 15,5 |
| Naranjeros    | 28 | 40 | ,412 | 19,5 |
| Gigantes      | 21 | 47 | ,309 | 26,5 |
| Nueva Segovia | 20 | 47 | ,299 | 27   |

#### Grupo C
| Equipo       | JG | JP | PCT  | JV |
| ------------ | -- | -- | ---- | -- |
| Costa Caribe | 44 | 24 | ,647 | -  |
| Frente Sur   | 44 | 24 | ,647 | -  |
| Toros        | 41 | 27 | ,602 | 3  |
| Cafeteros    | 30 | 38 | ,441 | 14 |
| Cañoneros    | 22 | 46 | ,324 | 22 |
| Defensores   | 11 | 55 | ,167 | 32 |

#### Tabla de clasificados a la segunda etapa
- Nota 1: Costa Caribe se adjudicó el 4.º puesto por ostentar mejor porcentaje de bateo (serie particular empatada 2-2).
- Nota 2: Leones se adjudicó el 7.º puesto por ostentar mejor porcentaje de bateo (serie particular empatada 2-2).[2]

| # | Equipo       | JG | JP | PCT  | JV  |
| - | ------------ | -- | -- | ---- | --- |
| 1 | Dantos       | 50 | 18 | ,735 | 0   |
| 2 | Bóer         | 47 | 20 | ,701 | 1,5 |
| 3 | Indígenas    | 46 | 22 | ,676 | 4   |
| 4 | Costa Caribe | 44 | 24 | ,647 | 6   |
| 5 | Frente Sur   | 44 | 24 | ,647 | 6   |
| 6 | Toros        | 41 | 27 | ,602 | 9   |
| 7 | Leones       | 40 | 28 | ,588 | 10  |
| 8 | Granada      | 40 | 28 | ,588 | 10  |

| Leyenda                                 |
| --------------------------------------- |
| Clasificado como primer lugar de grupo. |

### Segunda etapa

#### Cuartos de final
Dantos (3) contra Granada (1)
| Fecha      | Visita  | Resultado      | Local   | Ciudad  | Reporte                                             |
| ---------- | ------- | -------------- | ------- | ------- | --------------------------------------------------- |
| 23 de mayo | Granada | 3 - 9          | Dantos  | Managua | Archivado el 24 de mayo de 2015 en Wayback Machine. |
| 25 de mayo | Dantos  | 4 - 6          | Granada | Granada | Archivado el 26 de mayo de 2015 en Wayback Machine. |
| 27 de mayo | Granada | 0 - 10 (KO)    | Dantos  | Managua | Archivado el 28 de mayo de 2015 en Wayback Machine. |
| 29 de mayo | Dantos  | 7 - 4 (10 en.) | Granada | Granada | Archivado el 30 de mayo de 2015 en Wayback Machine. |

Indígenas (3) contra Toros (2)
| Fecha      | Visita    | Resultado   | Local     | Ciudad    | Reporte                                             |
| ---------- | --------- | ----------- | --------- | --------- | --------------------------------------------------- |
| 24 de mayo | Toros     | 3 - 4       | Indígenas | Matagalpa | Archivado el 25 de mayo de 2015 en Wayback Machine. |
| 26 de mayo | Indígenas | 1 - 11 (KO) | Toros     | Juigalpa  | Archivado el 27 de mayo de 2015 en Wayback Machine. |
| 28 de mayo | Toros     | 7 - 4       | Indígenas | Matagalpa | Archivado el 30 de mayo de 2015 en Wayback Machine. |
| 30 de mayo | Indígenas | 10 - 5      | Toros     | Juigalpa  | Archivado el 4 de marzo de 2016 en Wayback Machine. |
| 1 de junio | Toros     | 6 - 7       | Indígenas | Matagalpa | Archivado el 2 de junio de 2015 en Wayback Machine. |

Bóer (1) contra Leones (3)
| Fecha      | Visita | Resultado    | Local  | Ciudad  | Reporte                                             |
| ---------- | ------ | ------------ | ------ | ------- | --------------------------------------------------- |
| 24 de mayo | Leones | 5- 1         | Bóer   | Managua | Archivado el 25 de mayo de 2015 en Wayback Machine. |
| 26 de mayo | Bóer   | 4 - 9        | Leones | León    | Archivado el 27 de mayo de 2015 en Wayback Machine. |
| 28 de mayo | Leones | 1 - 20 (SKO) | Bóer   | Managua | Archivado el 30 de mayo de 2015 en Wayback Machine. |
| 30 de mayo | Bóer   | 7 - 8        | Leones | León    | Archivado el 4 de marzo de 2016 en Wayback Machine. |

Costa Caribe (3) contra Frente Sur (1)
| Fecha      | Visita       | Resultado   | Local        | Ciudad     | Reporte                                             |
| ---------- | ------------ | ----------- | ------------ | ---------- | --------------------------------------------------- |
| 25 de mayo | Costa Caribe | 1 - 0       | Frente Sur   | Rivas      | Archivado el 26 de mayo de 2015 en Wayback Machine. |
| 27 de mayo | Costa Caribe | 2 - 3       | Frente Sur   | Rivas      | Archivado el 28 de mayo de 2015 en Wayback Machine. |
| 29 de mayo | Frente Sur   | 4 - 14 (KO) | Costa Caribe | Bluefields | Archivado el 30 de mayo de 2015 en Wayback Machine. |
| 30 de mayo | Frente Sur   | 1 - 10      | Costa Caribe | Bluefields | Archivado el 4 de marzo de 2016 en Wayback Machine. |

#### Semifinales
Dantos (2) contra Leones (3)
| Fecha           | Visita | Resultado      | Local  | Ciudad  | Reporte                                                                                           |
| --------------- | ------ | -------------- | ------ | ------- | ------------------------------------------------------------------------------------------------- |
| 2 de junio      | Leones | 5 - 15 (KO)    | Dantos | Managua | Archivado el 4 de marzo de 2016 en Wayback Machine.                                               |
| 4 de junio (*)  | Dantos | 4 - 5 (13 en.) | Leones | León    |                                                                                                   |
| 6 de junio (**) | Leones | 1 - 8          | Dantos | Managua | Archivado el 4 de marzo de 2016 en Wayback Machine.                                               |
| 7 de junio      | Dantos | 0 - 1          | Leones | León    | Archivado el 4 de marzo de 2016 en Wayback Machine.                                               |
| 8 de junio      | Leones | 8 - 7 (12 en.) | Dantos | Managua | (enlace roto disponible en Internet Archive; véase el historial, la primera versión y la última). |

(*) Juego reprogramado, suspendido por lluvia el día 3 de junio.

(**) Juego reprogramado, suspendido por lluvia el día 5 de junio.
Indígenas (3) contra Costa Caribe (2)
| Fecha          | Visita       | Resultado | Local        | Ciudad     | Reporte                                              |
| -------------- | ------------ | --------- | ------------ | ---------- | ---------------------------------------------------- |
| 3 de junio     | Indígenas    | 5 - 1     | Costa Caribe | Bluefields | Archivado el 4 de marzo de 2016 en Wayback Machine.  |
| 4 de junio     | Indígenas    | 4 - 7     | Costa Caribe | Bluefields |                                                      |
| 6 de junio     | Costa Caribe | 4 - 8     | Indígenas    | Matagalpa  | Archivado el 4 de marzo de 2016 en Wayback Machine.  |
| 7 de junio     | Costa Caribe | 7 - 2     | Indígenas    | Matagalpa  | Archivado el 4 de marzo de 2016 en Wayback Machine.  |
| 9 de junio (*) | Costa Caribe | 2 - 4     | Indígenas    | Matagalpa  | Archivado el 10 de junio de 2015 en Wayback Machine. |

(*) Juego reprogramado, suspendido por lluvia el día 8 de junio.

#### Final
Indígenas (4) contra Leones (2)
| Fecha       | Visita    | Resultado   | Local     | Ciudad    | Reporte                                                                                           |
| ----------- | --------- | ----------- | --------- | --------- | ------------------------------------------------------------------------------------------------- |
| 12 de junio | Leones    | 9 - 2       | Indígenas | Matagalpa | Archivado el 15 de junio de 2015 en Wayback Machine.                                              |
| 13 de junio | Indígenas | 6 - 5       | Leones    | León      | Archivado el 4 de marzo de 2016 en Wayback Machine.                                               |
| 14 de junio | Leones    | 6 - 7       | Indígenas | Matagalpa | (enlace roto disponible en Internet Archive; véase el historial, la primera versión y la última). |
| 16 de junio | Indígenas | 8 - 12      | Leones    | León      | Archivado el 17 de junio de 2015 en Wayback Machine.                                              |
| 17 de junio | Leones    | 0 - 10 (KO) | Indígenas | Matagalpa | Archivado el 21 de junio de 2015 en Wayback Machine.                                              |
| 19 de junio | Indígenas | 3 - 2       | Leones    | León      | Archivado el 21 de junio de 2015 en Wayback Machine.                                              |

|                                |
|                                |
| Campeón Indígenas de Matagalpa |

## Estadísticas

### Líderes individuales de la temporada regular
- Fuentes: Líderes etapa regular GPO 2015 Archivado el 26 de mayo de 2015 en Wayback Machine. y Mejores lanzadores y bateadores Archivado el 2 de abril de 2015 en Wayback Machine..

Bateadores
| Categoría           | Jugador         | Equipo       | Marca |
| ------------------- | --------------- | ------------ | ----- |
| Porcentaje de bateo | Darrel Campbell | Costa Caribe | ,430  |
| Cuadrangulares      | Justo Rivas     | Fieras       | 20    |
| Carreras impulsadas | Justo Rivas     | Fieras       | 67    |
| Hits                | Renato Morales  | Fieras       | 95    |
| Robos de base       | Edgar López     | Frente Sur   | 17    |
| Carreras anotadas   | Renato Morales  | Fieras       | 63    |

Lanzadores
| Categoría         | Jugador        | Equipo | Marca |
| ----------------- | -------------- | ------ | ----- |
| Victorias         | Samuel Estrada | Dantos | 12    |
| Efectividad       | José Villegas  | Toros  | 1,45  |
| Salvados          | Darrel Leiva   | Bóer   | 17    |
| Ponches           | Justo Pérez    | Estelí | 86    |
| Entradas lanzadas | Javier Herrera | Brumas | 103,1 |

### Líderes individuales de la serie final
- Fuente: Estadística colectiva de la serie final Archivado el 17 de junio de 2015 en Wayback Machine..

Bateadores
| Categoría           | Jugador                                    | Equipo    | Marca |
| ------------------- | ------------------------------------------ | --------- | ----- |
| Porcentaje de bateo | Johnny Trewin                              | Indígenas | ,591  |
| Cuadrangulares      | Esteban Ramírez Emmanuel Meza Sandor Guido | Leones    | 1     |
| Carreras impulsadas | Esteban Ramírez                            | Leones    | 7     |
| Hits                | Johnny Trewin                              | Indígenas | 13    |
| Robos de base       | Julio Vallejos Arnol Rizo                  | Leones    | 2     |
| Carreras anotadas   | Johnny Trewin                              | Indígenas | 9     |

Lanzadores
| Categoría         | Jugador                                                                      | Equipo                     | Marca  |
| ----------------- | ---------------------------------------------------------------------------- | -------------------------- | ------ |
| Victorias         | Elvin Orozco Wilfredo Amador Fidencio Flores Edwards Jiménez Berman Espinoza | Indígenas Leones Indígenas | 1      |
| Efectividad       | César Orozco                                                                 | Indígenas                  | 0,00   |
| Salvados          | Wilfredo Amador                                                              | Indígenas                  | 1      |
| Ponches           | Fidencio Flores                                                              | Leones                     | 13     |
| Entradas lanzadas | Elvin Orozco Berman Espinoza Fidencio Flores                                 | Indígenas Leones           | 13 1/3 |

## Premios y reconocimientos
| Premio                                | Jugador             | Equipo    | Ref.                                                 |
| ------------------------------------- | ------------------- | --------- | ---------------------------------------------------- |
| Jugador más valioso de la temporada   | Justo Rivas (J)     | Fieras    | Archivado el 5 de julio de 2015 en Wayback Machine.  |
| Jugador más valioso de la serie final | Berman Espinoza (L) | Indígenas | Archivado el 20 de junio de 2015 en Wayback Machine. |